# Маловічко Олександр Анатолійович
Олександр Анатолійович Маловічко (1980—2023) — головний сержант збройних сил України, учасник російсько-української війни.

## Життєпис
Народився 9 квітня 1980 року в смт Лисянка Черкаської області, згодом переїхав до Гадяча. Строкову службу проходив в лавах МВС. На початку 2015 року мобілізований до десантно-штурмових військ. У 2016—2019 служив по контракту.
З початком повномасштабного вторгнення мобілізований до 71 окремої єгерської бригади, був санінстуктором.
Загинув 16 вересня 2023 року поблизу села Вербове Запорізької області.

## Нагороди
- Орден «За мужність» III ступеня[1].
- Відзнака Президента України «За участь в антитерористичній операції».
- Нагрудний знак «За участь в АТО».